# 明安达尔
明安达尔（？—1352年），字士元，唐兀氏，元朝官員。
明安达尔在元顺帝元统元年（1333年）中进士，由宿州判官转为潜江县达鲁花赤。至正十二年（1352年），农民起义军进入潜江县，明安达尔率官府勇士出击，擒获其将刘万户。进营芦伏，农民军抵达，明安达尔出战战死，其家被歼。他一个儿子桂山海牙带着印绶逃走，得免一死。